# Cliònids
|  | No s'ha de confondre amb Clionàids. |

Els cliònids (Clionidae) són una família gastròpodes marins sense conquilla en estat adult. A diferència de la majoria de gastròpodes que viuen arrossegant-se sobre el fons, els cliònids són pelàgics i neden en el si de l'aigua mercès a dues expansions laterals del mantell, semblants a ales.

## Anatomia externa
Els Clionidae ón gelatinosos, la majoria transparents, i només tenen closca en el seu estadi embrionari. Són majoritàriament molt petits, amb l'espècie més grossa (Clione limacina) que arriba als 5 cm. Utilitzen unes expansions laterals del mantell semblants a ales per realitzar una locomoció rítmica, com si volessin al mar. Aquestes «ales» estan unides a la part anterior del cos. La part posterior és gelatinosa i majoritàriament transparent. El sac visceral taronja es troba a la part anterior.

## Reproducció
L'aparellament es realitza de forma ventral per a la fecundació mútua. La primavera següent, el resultat és una massa gelatinosa d'ous que flota lliure.

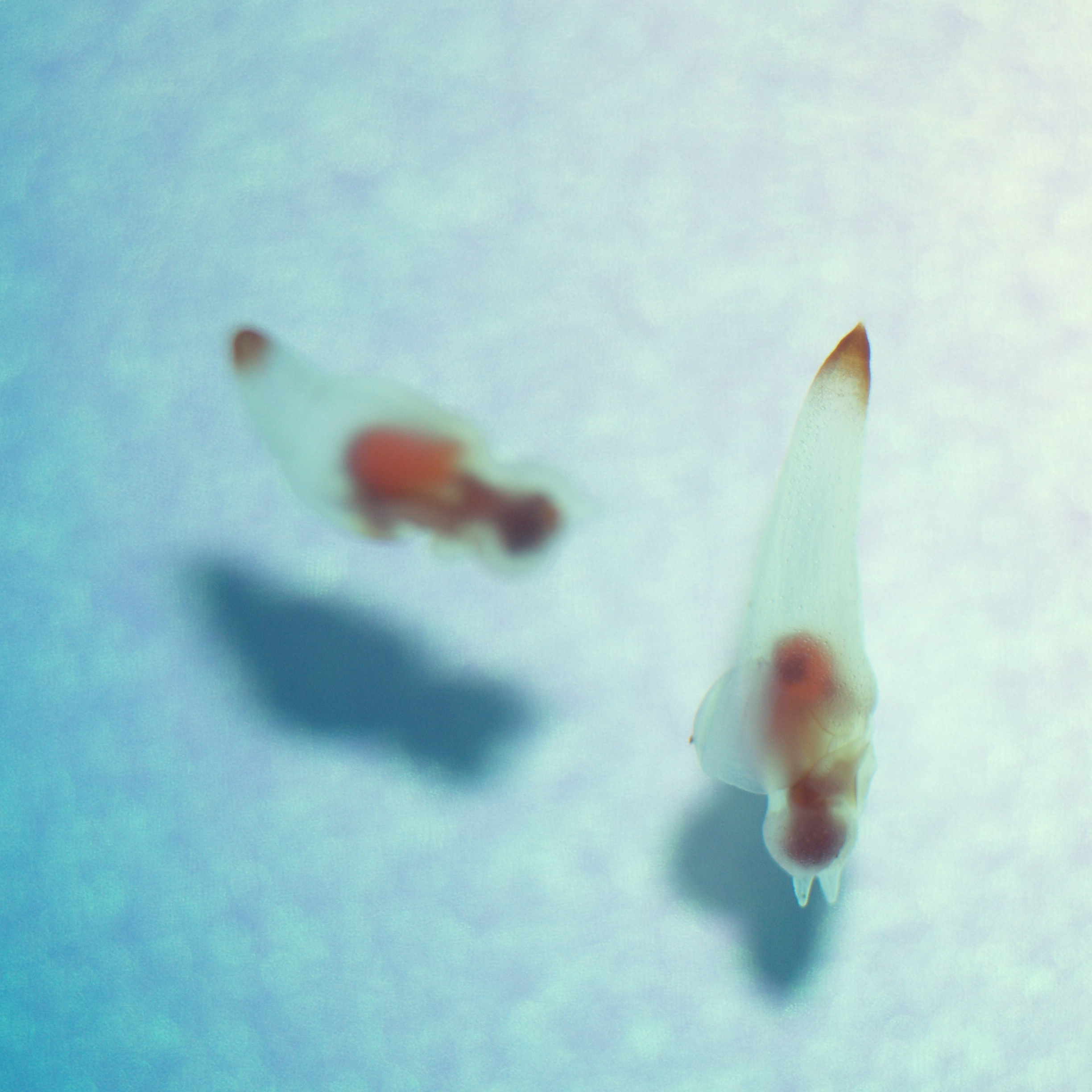
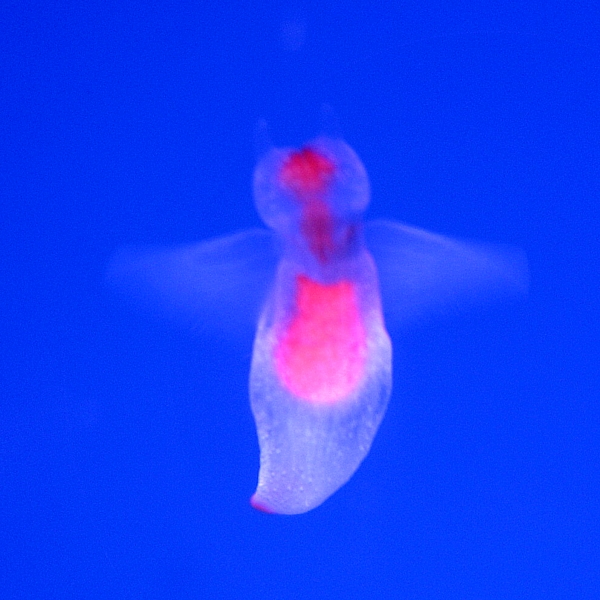
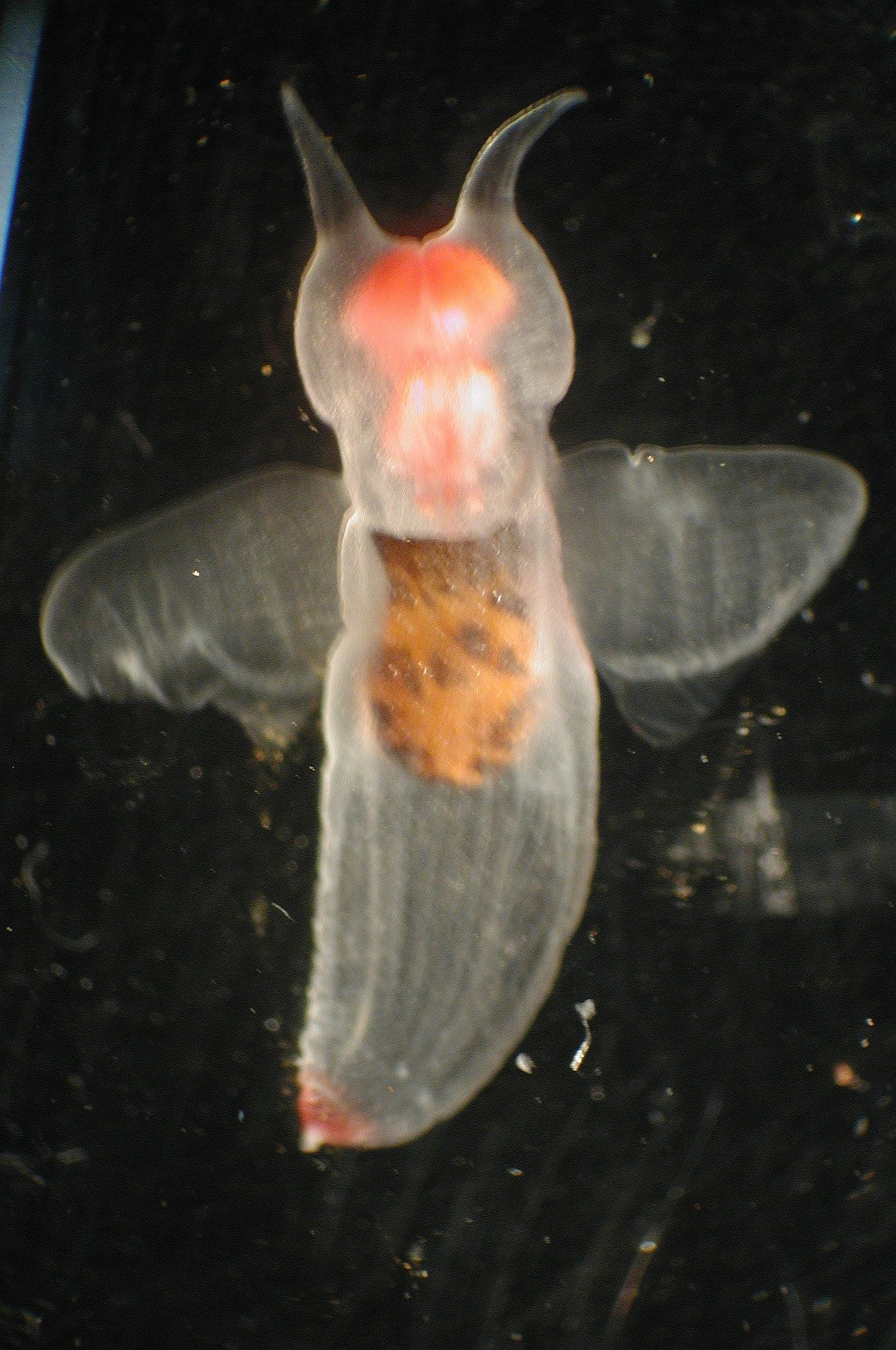

## Taxonomia
Clionidae d'Orbigny, 1851 és també el nom d'una família d'esponges de l'ordre Hadromerida, classe Demospongiae. Dins de l'ICZN s'ha proposat una modificació de l'ortografia a Clionaidae per a la família de les esponjas. L'ICZN ha dictaminat que el nom correcte de la família dels gasteròpodes és «Clionidae» Gray, 1847, amb el gènere tipus Clione Pallas, 1774.
Aquestes dues subfamílies han estat reconegudes en la taxonomia de Bouchet i Rocroi (2005):
- subfamília Clioninae Rafinesque, 1815 (sinònim: Fowlerininae Pruvot-Fol, 1926)
- subfamília Thliptodontinae, Kwietniewski, 1902 (sinònims: Pteroceanidae Meisenheimer, 1902; Cephalobranchiinae Pruvot-Fol, 1926)

## Gèneres
Els gèneres de la família Clionidae incluen:
Subfamília Clioninae
- Clione Pallas, 1774 (gènere tipus)
- Fowlerina Pelseneer, 1906[3]

Subfamília Thliptodontinae
- Cephalobrachia Bonnevie, 1912[4]
- Thliptodon Boas, 1886[5]

Subfamília no assignada
- Paedoclione Danforth, 1907[6] (amb una única espècie; Paedoclione doliiformis Danforth, 1907)[7]
- Paraclione Tesch, 1903[8]
- Thalassopterus Kwietniewski, 1910 (amb una única espècie; Thalassopterus zancleus Kwietniewski, 1910)[9]